# Milojka Kolar
Pour les articles homonymes, voir Kolar (homonymie).
Milojka Kolar, née le 10 septembre 1951, est une économiste et femme politique slovène. Elle est ministre de la santé depuis le 18 septembre 2014.